# Головко, Михаил Иосифович
Михаи́л Ио́сифович Головко́ (укр. Михайло Йосифович Головко; род. 3 мая 1983, село Токи, Тернопольская область) — украинский политический деятель, председатель Тернопольского областного совета (2020—2023), депутат Верховной рады Украины VII (2012—2014) и VIII созыва (2014—2019), член политсовета партии ВО «Свобода».

## Биография
Родился 3 мая 1983 года в селе Токи Подволочисского района Тернопольской области.
После окончания в 2000 году общеобразовательной школе № 9 г. Тернополя поступил в Академию народного хозяйства (в дальнейшем — Тернопольский национальный экономический университет), которую окончил в 2005 году по специальности «Международная экономика». Во время учёбы в академии активно участвовал в политических акциях, в частности «Украина без Кучмы», в 2002 году вступил в Социал-национальную партию Украины (в дальнейшем преобразованную в ВО «Свобода»). В 2011 году окончил аспирантуру в Тернопольском национальном техническом университете имени Ивана Пулюя на кафедре «Маркетинг на производстве». В 2012 году в Киевской межрегиональной академии управления персоналом получил диплом по специальности «Правоведение».
В 2005 году возглавил Тернопольскую городскую организацию ВО «Свобода».
В 2006 году избран депутатом Тернопольского городского совета от ВО «Свобода», в 2010 году был переизбран в Тернопольский городской совет, в 2011 году стал заместителем председателя Тернопольской областной организации ВО «Свобода».
На парламентских выборах 2012 года избран народным депутатом Верховной рады Украины VII созыва по избирательному округу № 164 Тернопольской области, был выдвинут ВО «Свобода», получил 45,33 % голосов среди 13 кандидатов. В парламенте входил во фракцию ВО «Свобода», являлся заместителем председателя комитета по вопросам экономической политики, председателем подкомитета по вопросам хозяйственного законодательства.
В 2013 году был участником Евромайдана.
На досрочных парламентских выборах 2014 года избран народным депутатом Верховной рады Украины VIII созыва по избирательному округу № 164 Тернопольской области, был выдвинут ВО «Свобода», получил 35,64 % голосов среди 16 кандидатов, являлся членом комитета по вопросам налоговой и таможенной политики. Депутатские полномочия истекли 29 августа 2019 года.
25 ноября 2020 года стал председателем Тернопольского областного совета.
В июне 2023 года НАБУ и САП задержали Головко и ещё двух должностных лиц при получении взятки в 600 тыс. грн от предпринимателя. Всего по данным следствия, задержанные требовали 1,8 млн грн от владельца предприятия за подписание актов выполненных работ по строительству и ремонту инфраструктурных объектов коммунальным предприятием Тернопольского облсовета. Дело передали в суд. Все трое задержанных, среди которых и Головко, внесли залог и вышли из-под стражи.
В октябре 2023 года Головко, подозреваемый во взятке в 1,8 млн грн, уволили с должности председателя Тернопольского облсовета. Решение приняли депутаты облсовета путём тайного голосования. Ранее Апелляционная палата ВАКС отказалась отстранить Головко от должности председателя Тернопольского облсовета.
1 августа 2024 года Львовский административный суд восстановил Михаила Головко в должности председателя Тернопольского областного совета по решению суда. Кроме того, он удовлетворил иск о выплате зарплаты в размере 591 тысячи гривен за время «вынужденного прогула». В этот же день сессия областного совета во второй раз проголосовала за увольнение Михаила Головко с должности председателя областного совета. Это решение поддержали 40 из сорока зарегистрированных в сессионном зале депутатов.
Женат, супруга — Марьяна, дети — Гордей, Лукьян и Богдан.